# Gómara
Gómara ist ein Ort und eine aus dem Hauptort sowie mehreren Weilern (pedanías) und Einzelgehöften (fincas) bestehende nordspanische Gemeinde (municipio) mit 288 Einwohnern (Stand: 2024) in der Provinz Soria der Autonomen Gemeinschaft Kastilien-León. Die Kirchengemeinde gehört zum Bistum Osma-Soria.

## Lage und Klima
Die Gemeinde liegt im Quellgebiet des Río Rituerto knapp 40 km (Fahrtstrecke) südöstlich der Provinzhauptstadt Soria in einer mittleren Höhe von ca. 1050 m. Das Klima ist im Winter rau, im Sommer dagegen gemäßigt bis warm; Regen (ca. 540 mm/Jahr) fällt übers Jahr verteilt.

## Bevölkerungsentwicklung
| Jahr      | 1857 | 1900 | 1950 | 2000 | 2017 |
| Einwohner | 802  | 827  | 940  | 477  | 310  |

Infolge der zunehmenden Trockenheit, der Mechanisierung der Landwirtschaft und des daraus resultierenden geringeren Arbeitskräftebedarfs ist die Zahl der Einwohner seit der Mitte des 20. Jahrhunderts stark rückläufig; hinzu kommt die Aufgabe von zahlreichen bäuerlichen Kleinbetrieben.

## Wirtschaft
Die Gemeinde ist traditionell landwirtschaftlich orientiert (Getreide, Sonnenblumen); auch Viehzucht wird in geringem Umfang betrieben. Früher lebten die Menschen weitgehend als Selbstversorger; heute wird hauptsächlich für die städtischen Märkte produziert.

## Geschichte
Kelten, Römer und Westgoten hinterließen keine archäologisch verwertbaren Spuren. Im 8. Jahrhundert drangen die Mauren bis in die Region vor und wurden erst im 11. Jahrhundert zurückgedrängt (reconquista). Danach siedelten sich Christen aus dem Norden und Süden der Iberischen Halbinsel hier an (repoblación). Unter Karl II. wurde im Jahr 1692 für Luis de Salcedo y Arbizu die erbliche Grafschaft des Condado de Gómara geschaffen, deren Palast sich jedoch in Soria befand.

## Sehenswürdigkeiten

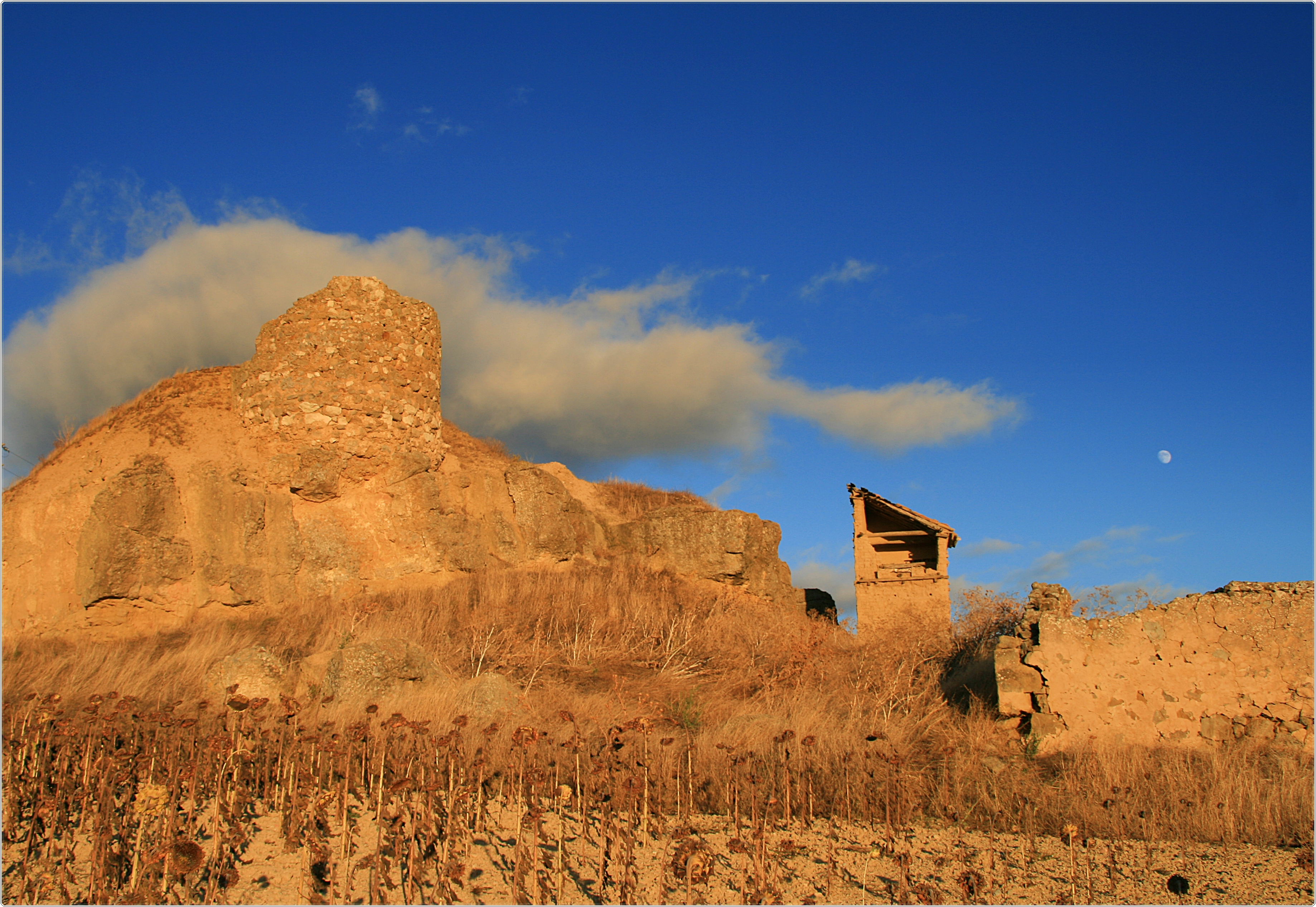
Burgruine

- Die Ruine einer maurischen, später christlichen Burg überragt den Ort.
- Die Kirche San Juan Bautista ist ein spätgotischer Bau mit Anklängen an die Renaissance. Das aus drei Jochen (tramos) bestehende Kirchenschiff wird von einem Sterngewölbe überspannt.
- Auf einem quadratischen Sockel am Ortsrand erhebt sich eine schmucklose Gerichtssäule (rollo) aus dem beginnenden 18. Jahrhundert.

Umgebung
- Die Ermita de la Virgen de la Fuente steht außerhalb des Ortes in den Feldern. Der heutige Bau stammt aus dem Jahr 1702.
- Die Weiler Abión, Ledesma de Soria, Paredesroyas und Torralba de Arciel haben jeweils noch eine spätmittelalterliche Kirche.
- Im Umkreis von Gómara finden sich die Überreste mehrerer verlassener Dörfer (despoblados).